# Поменово
Поменово (мкд. Поменово) је насеље у Северној Македонији, у средишњем државе. Поменово припада општини Чашка.

## Географија
Поменово је смештено у средишњем делу Северне Македоније. Од најближег већег града, Велеса, насеље је удаљено 35 km јужно.
Насеље Поменово се налази у историјској области Азот. Насеље је смештено у долини притоке реке Бабуне. Југозападно од насеља издиже се планина Бабуна. Надморска висина насеља је приближно 420 метара.
Месна клима је континентална.

## Становништво
Поменово је према последњем попису из 2002. године било без становника.
Претежно становништво у насељу били су етнички Македонци.
Већинска вероисповест било је православље.